# Киностудия имени М. Горького
«Киностудия детских и юношеских фильмов имени Максима Горького» — советская и российская кинопроизводственная компания (акционерное общество). Основана в 1915 году в Российской империи как «Киноателье „Русь“». Одна из старейших кинокомпаний в России. За годы работы киностудия выпустила более тысячи художественных фильмов и телесериалов.

## История
Историю ведёт с 1915 года, когда костромским купцом-старовером Михаилом Трофимовым было основано киноателье «Русь».
С 1924 года — «Межрабпом-Русь» (кинематографический орган организации «Международная рабочая помощь» — «Межрабпом»). С 1928 года — «Межрабпомфильм». С 1936 года — «Союздетфильм». С 1948 года — Московская киностудия имени М. Горького. С 1963 года — Центральная киностудия детских и юношеских фильмов имени М. Горького.
На киностудии работали режиссёры Яков Протазанов, Исидор Анненский, Александр Роу, Сергей Юткевич, Марк Донской, Лев Кулешов, Леонид Луков, Марлен Хуциев, Сергей Герасимов, Василий Шукшин, Станислав Ростоцкий, Ричард Викторов, Вениамин Дорман, Марк Осепьян и другие.
В 1967 году была награждена орденом Трудового Красного Знамени и стала именоваться «Центральная ордена Трудового Красного Знамени киностудия детских и юношеских фильмов имени М. Горького». В 1974 году была награждена орденом Октябрьской Революции и стала именоваться «Центральная ордена Октябрьской Революции и ордена Трудового Красного Знамени киностудия детских и юношеских фильмов имени М. Горького».
4 декабря 2003 года киностудия была акционирована, став открытым акционерным обществом «Творческо-производственное объединение „Центральная киностудия детских и юношеских фильмов имени М. Горького“».
С 2015 года в состав киностудии вошли филиалы Центральная студия научно-популярных и учебных фильмов — «Центрнаучфильм», Научно-исследовательский кинофотоинститут (НИКФИ), «Леннаучфильм».
В 2015 году по случаю столетнего юбилея на её территории были заложены первые памятные знаки «Аллеи звёзд».
В апреле 2018 года было объявлено о продаже семи зданий киностудии, были проданы земельные участки и автобаза общей площадью 8693 м².
В октябре 2019 года на должность генерального директора киностудии назначена председатель правления киностудии «Союзмультфильм» Юлиана Слащева.
Киностудия проводит питчинги для документалистов в рамках проекта Gorky.Doc, ежегодный «Open call» для сценаристов игрового кино, кинофестивали, индустриальные конференции и выставки. Киностудия является также официальным организатором Международного фестиваля научно-популярного кино «Мир знаний», который ежегодно проходит в Санкт-Петербурге. В 2020 году прошел первый ежегодный фестиваль музыки в кино «Soundtrack», организованный киностудией при поддержке министерства культуры РФ и при участии Московского продюсерского центра.
В мае 2021 года на открытых торгах был продан имущественный комплекс общей площадью 17,4 тыс. м² на Мельничной улице в Санкт-Петербурге, где до этого располагался филиал «Леннаучфильм».
В 2021 году в разных стадиях разработки и производства 15 игровых, 40 документальных и научно-популярных фильмов.
В ноябре 2021 года Правительство Российской Федерации распорядилось выделить киностудии более 1,1 млрд рублей на реконструкцию старых павильонов, возведение новых объектов, а также на обеспечение новым оборудованием. Модернизация должна завершиться к 2026 году.
В июне 2023 года президент России Владимир Путин подписал указ о передаче киностудии в собственность города Москвы.

## Деятельность
Основным направлением деятельности является производство фильмов, а также предоставление полного комплекса услуг для создания кино- и телепроектов.
Среди других направлений деятельности:
- организация натурных и интерьерных съёмок;
- дублирование фильмов;
- постпродакшн;
- подбор актёров;
- пошив и прокат костюмов;
- строительство декораций.

Одним из основных источников дохода для киностудии в последние годы стала сдача в аренду помещений. В 2018 году выручка киностудии по РСБУ составила 423 млн руб. (рост 5 % к 2017 году), чистая прибыль — 29 млн руб. (рост 13 %).

## Директора
- Елена Михайловна Нефёдова (1948—1955)
- Григорий Бритиков (1955—1978)
- Евгений Котов (1978—1987)
- Александр Рыбин (1987—1995)
- Сергей Ливнев (1995—1998)
- Владимир Грамматиков (1998—2002)
- Станислав Ершов (2003—2010)
- Сергей Зернов (2010—2019)
- Юлиана Слащёва (с 2019)

## Собственники и руководство
По состоянию на декабрь 2023 года киностудия на 100 % принадлежит Правительству Москвы.

## Фильмография
См: Список фильмов киностудии имени М. Горького

### Фильмы-рекордсмены по числу зрителей
- «Анна на шее» Исидора Анненского (1954) — 31 900 000 зрителей.
- «Тихий Дон» Сергея Герасимова (1957) — 47 000 000 зрителей.
- «Доживём до понедельника» Станислава Ростоцкого (1968) — 31 000 000 зрителей.
- «Офицеры» Владимира Рогового (1971) — 53 400 000 зрителей.
- «А зори здесь тихие» Станислава Ростоцкого (1973) — 66 000 000 зрителей.
- «Пираты XX века» Бориса Дурова (1979) — 98 000 000 зрителей.